# Lijst van Stolpersteine in Sint-Michielsgestel
De lijst van Stolpersteine in Sint-Michielsgestel geeft een overzicht van de gedenkstenen die in de gemeente Sint-Michielsgestel in de Nederlandse provincie Noord-Brabant zijn geplaatst in het kader van het Stolpersteine-project van de Duitse beeldhouwer-kunstenaar Gunter Demnig.
Stolpersteine zijn opgedragen aan slachtoffers van het nationaalsocialisme, al diegenen die zijn vervolgd, gedeporteerd, vermoord, gedwongen te emigreren of tot zelfmoord gedreven door het nazi-regime. Demnig legt voor elk slachtoffer een aparte steen, meestal voor de laatste zelfgekozen woning.
Omdat het Stolpersteine-project doorloopt, kan deze lijst onvolledig zijn.

## Stolpersteine
In de gemeente Sint-Michielsgestel liggen zeven Stolpersteine: zes in Berlicum en een in de plaats Sint-Michielsgestel.

### Berlicum
In Berlicum liggen zes Stolpersteine op een adres, geplaatst op 16 april 2023.
Eva Jeanette de Man-Kalker en vijf van haar kinderen zijn vermoord door het naziregime in Auschwitz. De vader van het gezin, Herman de Man, overleefde de oorlog, hij kwam om bij een vliegtuigongeluk op 14 november 1946 op Schiphol. Zie ook: Kinderen De Man, een oorlogsmonument in Berlicum.
| Afbeelding | Inscriptie | Adres                   | Herdachte persoon                             |
| ---------- | --- | ----------------------- | --------------------------------------------- |
|            | HIER WOONDE ANNA 'ANNEKE' DE MAN GEB. 1928 GEARRESTEERD 2-8-1942 GEDEPORTEERD 4-8-1942 UIT WESTERBORK VERMOORD 9-8-1942 AUSCHWITZ            | Beekveld 26 Kaart (OSM) | Anna de Man ook Anneke (1928–1942)            |
|            | HIER WOONDE JOACHIM 'JOCHIE' DE MAN GEB. 1930 GEARRESTEERD 2-8-1942 GEDEPORTEERD 4-8-1942 UIT WESTERBORK VERMOORD 9-8-1942 AUSCHWITZ         | Beekveld 26 Kaart (OSM) | Joachim de Man ook Jochie (1930–1942)         |
|            | HIER WOONDE JOHANNES 'JAN' DE MAN GEB. 1925 GEARRESTEERD 2-8-1942 GEDEPORTEERD 4-8-1942 UIT WESTERBORK VERMOORD 30-9-1942 AUSCHWITZ          | Beekveld 26 Kaart (OSM) | Johannes de Man-Kalker ook Jan (1925–1942)    |
|            | HIER WOONDE MAGDALENA 'MAGDALEENTJE' DE MAN GEB. 1932 GEARRESTEERD 2-8-1942 GEDEPORTEERD 4-8-1942 UIT WESTERBORK VERMOORD 9-8-1942 AUSCHWITZ | Beekveld 26 Kaart (OSM) | Magdalena de Man ook Magdaleentje (1932–1942) |
|            | HIER WOONDE PIETER 'PIETERTJE' DE MAN GEB. 1933 GEARRESTEERD 2-8-1942 GEDEPORTEERD 4-8-1942 UIT WESTERBORK VERMOORD 9-8-1942 AUSCHWITZ       | Beekveld 26 Kaart (OSM) | Pieter de Man ook Pietertje (1933–1942)       |
|            | HIER WOONDE EVA JEANETTE DE MAN-KALKER GEB. 1905 GEARRESTEERD 2-8-1942 GEDEPORTEERD 4-8-1942 UIT WESTERBORK VERMOORD 9-8-1942 AUSCHWITZ      | Beekveld 26 Kaart (OSM) | Eva Jeanette de Man-Kalker (1905–1942)        |

### Sint-Michielsgestel
In de plaats Sint-Michielsgestel ligt een Stolperstein.
| Afbeelding | Inscriptie | Adres                       | Herdachte persoon              |
| ---------- | --- | --------------------------- | ------------------------------ |
|            | HIER WOONDE GRETE SARA SPITZER GEB. 1919 VLUCHT 1939 UIT OOSTENRIJK GEARRESTEERD 28.8.1942 GEDEPORTEERD UIT WESTERBORK VERMOORD 3.9.1942 AUSCHWITZ | Theerestraat 42 Kaart (OSM) | Grete Sara Spitzer (1919–1942) |

## Data van plaatsingen
- 28 september 2019: Sint-Michielsgestel, een Stolperstein aan Theerestraat 42
- 16 april 2023: Berlicum, zes Stolpersteine aan Beekveld 26